# 大成工業
大成工業（たいせいこうぎょう）は兵庫県明石市にあるノーリツの完全子会社の製造メーカー。

## 沿革
- 1961年04月 - 神戸市に大成工業株式会社を設立、ノーリツの鋼板製温水器の製造を開始。
- 1962年12月 - 本社及び工場を明石市魚住町に移転（現・明石工場）。
- 1965年10月 - 明石工場に第二工場を増設
- 1968年04月 - 明石工場に第三工場を増設
- 1976年01月 - ノーリツのステンレス製温水器用缶体の製造を開始
- 1978年06月 - ノーリツの銅板製熱交換器の製造を開始
- 1980年04月 - 兵庫県加古郡稲美町に稲美工場を新設
- 1983年04月 - 本社及び工場を明石市二見町に新設・移転（播磨第一工場・播磨第二工場）。
- 1986年03月 - 新生産方式『TPS』導入
- 1995年01月 - 阪神・淡路大震災による被害で操業1日停止。
- 1997年04月 - ノーリツのシステムキッチン用ワークトップの製造を開始。
- 1998年03月 - 資本金を9,500万円に増資。
- 1999年
  - 3月 - ISO 14001を認証取得。
  - 4月 - ISO 9001を認証取得。
- 2000年04月 - ノーリツの燃焼管の製造を開始。
- 2003年04月 - プレート式熱交換器の製造・販売を開始。
- 2004年10月 - 周防金属工業を子会社化。
- 2006年05月 - 播磨第三工場が稼動。
- 2007年 - 株式交換により株式会社ノーリツの100%子会社化
- 2010年01月 - 周防金属工業を吸収合併、名古屋工場を発足。
- 2011年10月 - 本社工場を新築拡張し稼働開始。[1]
- 2013年12月 - 名古屋工場を兵庫県内事業所に生産移管。
- 2014年08月 - 銅材料の進料・来料加工貿易を開始。
- 2017年08月 - プレート熱交海外輸出事業開始。
- 2018年05月 - 薄肉研磨ステンレス管事業開始。
- 2024年07月 - 明石工場を設立

## 拠点
- 本社工場
  - 〒674-0093　兵庫県明石市二見町9-1
  - 本社機能及びノーリツ向け給湯器部品、ステンレスパイプを製造

- 播磨第二工場
  - 〒674-0093　兵庫県明石市二見町南二見4（株式会社ノーリツNAM事業所内）
  - 主にノーリツ向け一次熱交換器を製造。

- 播磨第三工場
  - 〒675-0163　兵庫県加古郡播磨町古宮1-9
  - 主にプレート式熱交換器を製造。

- 稲美工場
  - 〒675-1105　兵庫県加古郡稲美町加古1004
  - 主に風呂釜用ヒーターを製造。

- 明石工場
  - 〒674-0082　兵庫県明石市魚住町中尾337（株式会社ノーリツ明石事業所内）
  - 主に北米向けステンレス製給湯器用缶体を製造

## 参照
- 大成工業株式会社 会社概要
- 大成工業株式会社 第62期決算公告